# MBDA Meteor
MBDA Meteor je evropská protiletadlová řízená střela vzduch/vzduch dalekého dosahu přesahující svými parametry i nejmodernější rakety stejného účelu používané armádami Ruska nebo Číny, jako je R-77 nebo PL-15 . Vývoj střely Meteor byl zahájen roku 2002. Hlavním koordinátorem vývoje střely je koncern MBDA, přičemž na vývoji se podílí Velká Británie, Německo, Francie, Itálie, Švédsko a Španělsko. První pokusný odpal střely byl proveden roku 2006 z letounu Gripen. Britské královské letectvo ji plánuje zařadit do operační služby do roku 2015. Je plánována integrace střely Meteor se stíhacími letouny Eurofighter Typhoon, Dassault Rafale a Saab Gripen. Například s letounem Gripen má být střela integrována do roku 2012.
Základ konstrukce střely je z titanu. Za letu ji nejprve pohání raketový a později náporový motor, který ji uděluje rychlost 2,5 až 4 M. Může být vypuštěna ve výškách do 25 000 metrů. Její operační dosah je na hranici 200 kilometrů  Střela je vybavena aktivní naváděcí soustavou a datalinkem odolným vůči rušení. Bojová hlavice umožňuje kontaktní i bezkontaktní aktivaci nálože v blízkosti cíle.